# Kevin Young
Kevin Curtis Young (Los Angeles, 16 september 1966) is een voormalige Amerikaanse hordeloper. Hij is olympisch kampioen geweest, wereldkampioen, meervoudig Amerikaans kampioen en van 1992 tot halverwege 2021 wereldrecordhouder op de 400 m horden. Hij kreeg met name internationale bekendheid door het winnen van de 400 m horden in een wereldrecordtijd op de Olympische Spelen van 1992 in Barcelona.

## Biografie

### Begin
Young is geboren in Watts, een achterbuurt van Los Angeles. Na zijn highschool wilde hij per se sociologie studeren aan de prestigieuze Universiteit van Californië - Los Angeles. Maar een felbegeerde studiebeurs zat er niet in, zijn prestaties op de atletiekbaan bleven nog onder de maat. Van week tot week moest Young zich in wedstrijden tegen andere universiteiten bewijzen en punten verzamelen om zijn plaats op 'UCLA' te behouden. Dus liep hij niet alleen zijn favoriete 400 m horden, maar ook de 110 m horden en deed hij aan verspringen en hink-stap-springen. En zo won hij als UCLA-student tijdens de NCAA van 1987 en 1988 twee titels op de 400 m horden.

### Internationaal debuut
Young maakte z'n debuut op het internationale podium tijdens de Pan-Amerikaanse Spelen van 1987 door daar op de 400 m horden als tweede te eindigen. Op de Olympische Spelen van 1988 viel Young op hetzelfde nummer met een vierde plaats net buiten de medailles, maar in 1989 kwam de grote doorbraak. Met een tijd van 47,86 s werd hij in 1987 de snelste hordeloper ter wereld. Toch wist hij die positie nog niet om te zetten in eremetaal, want bij de wereldkampioenschappen in 1991 viel hij op zijn specialiteit met een vierde plaats opnieuw buiten de ereprijzen.

### Olympisch kampioen in wereldrecordtijd
In 1992 werd Young voor het eerst Amerikaans kampioen op de 400 m horden en was tot aan de Olympische Zomerspelen van 1992 ongeslagen. De wedstrijd tijdens deze Spelen won hij in een wereldrecordtijd van 46,78. Hij verpletterde hiermee het vorige wereldrecord van Edwin Moses. Young kwam in Barcelona juichend over de finish. "Ik wist aanvankelijk niet dat ik een wereldrecord had gelopen. Ik juichte omdat ik goud had. Het record is de jus over het goud', zei hij daarover. Op de muren in zijn kamer in het olympisch dorp had Young 46,89 geschreven, de tijd die hij dit jaar wilde lopen. "Niet een honderdste onder het wereldrecord of onder de 47 seconden, gewoon een flink stuk".
Dit wereldrecord werd pas halverwege 2021 verbroken. Het wereldrecord werd gelopen met een techniek die alleen Young tot in perfectie beheerste, door in het begin van de race 12 stappen tussen de hordes te nemen en aan het eind van de race over te schakelen op 13 stappen. "Ik heb er al eens over gedacht een hele race in twaalf passen te doen. Ik ontwikkel het steeds verder". Youngs wereldrecord had nog scherper kunnen zijn, aangezien hij de laatste horde omver trapte en voor de finish al zijn armen omhoog stak om te juichen en vaart minderde.
In 1993 won Young zijn tweede Amerikaanse 400 m horden-titel en was 25 wedstrijden ongeslagen, totdat Samuel Matete uit Zambia hem twee weken voor de wereldkampioenschappen atletiek 1993 versloeg. Tijdens de finale van deze wereldkampioenschappen maakte Young een misstap tussen horde zeven en acht. Hij behield echter de leiding tot aan de finish en wist zo Matete met 0,42 seconden te verslaan.

## Titels
- Olympisch kampioen 400 m horden - 1992
- Wereldkampioen 400 m horden - 1993
- Amerikaans kampioen 400 m horden - 1992, 1993
- NCAA kampioen 400 m horden - 1987, 1988

## Persoonlijke records
| Onderdeel          | Prestatie              | Datum           | Plaats    |
| ------------------ | ---------------------- | --------------- | --------- |
| 400 m              | 45,11 s                | 1992            |           |
| 800 m              | 1.51,42                |                 |           |
| 110 m horden       | 13,65 s                | 1992            |           |
| 400 m horden       | 46,78 s (ex-WR; ex-AR) | 6 augustus 1992 | Barcelona |
| verspringen        | 7,73 m                 | 1986            |           |
| hink-stap-springen | 14,91 m                |                 |           |

## Palmares

### 400 m horden
- 1987:  Pan-Amerikaanse Spelen - 48,74 s
- 1988: 4e OS - 47,94 s
- 1990:  Goodwill Games - 49,17 s
- 1991: 4e WK - 48,01 s
- 1992:  OS - 46,78 s (WR)
- 1992:  Wereldbeker
- 1992:  IAAF Grand Prix Finale - 48,16 s
- 1993:  WK - 47,18 s

## Onderscheidingen
- IAAF-atleet van het jaar - 1992

1900: John Tewksbury ·
1904: Harry Hillman ·
1908: Charles Bacon ·
1920: Frank Loomis ·
1924: Morgan Taylor ·
1928: David Burghley ·
1932: Bob Tisdall ·
1936: Glenn Hardin ·
1948: Roy Cochran ·
1952: Charles Moore ·
1956: Glenn Davis ·
1960: Glenn Davis ·
1964: Rex Cawley ·
1968: David Hemery ·
1972: John Akii-Bua ·
1976: Edwin Moses ·
1980: Volker Beck ·
1984: Edwin Moses ·
1988: André Phillips ·
1992: Kevin Young ·
1996: Derrick Adkins ·
2000: Angelo Taylor ·
2004: Félix Sánchez ·
2008: Angelo Taylor ·
2012: Félix Sánchez ·
2016: Kerron Clement ·
2020: Karsten Warholm ·
2024: Rai Benjamin
1983 Edwin Moses ·
1987 Edwin Moses ·
1991 Samuel Matete ·
1993 Kevin Young ·
1995 Derrick Adkins ·
1997 Stéphane Diagana ·
1999 Fabrizio Mori ·
2001 Félix Sánchez ·
2003 Félix Sánchez ·
2005 Bershawn Jackson ·
2007 Kerron Clement ·
2009 Kerron Clement ·
2011 David Greene ·
2013 Jehue Gordon ·
2015 Nicholas Bett ·
2017 Karsten Warholm ·
2019 Karsten Warholm ·
2022 Alison dos Santos ·
2023 Karsten Warholm